# Glenburn (Dakota del Norte)
Glenburn es una ciudad ubicada en el condado de Renville en el estado estadounidense de Dakota del Norte. En el censo de 2010 tenía una población de 380 habitantes y una densidad poblacional de 579,92 personas por km².

## Geografía
Glenburn se encuentra ubicada en las coordenadas 48°30′47″N 101°13′16″O / 48.51306, -101.22111. Según la Oficina del Censo de los Estados Unidos, Glenburn tiene una superficie total de 0.66 km², de la cual 0.66 km² corresponden a tierra firme y (0%) 0 km² es agua.

## Demografía
Según el censo de 2010, había 380 personas residiendo en Glenburn. La densidad de población era de 579,92 hab./km². De los 380 habitantes, Glenburn estaba compuesto por el 95.26% blancos, el 0% eran afroamericanos, el 0.26% eran amerindios, el 0.79% eran asiáticos, el 0% eran isleños del Pacífico, el 0.53% eran de otras razas y el 3.16% pertenecían a dos o más razas. Del total de la población el 2.11% eran hispanos o latinos de cualquier raza.